# Compsophorus holerythrus
Compsophorus holerythrus är en stekelart som först beskrevs av Heinrich 1968.  Compsophorus holerythrus ingår i släktet Compsophorus och familjen brokparasitsteklar. Inga underarter finns listade i Catalogue of Life.